# Massimo Logli
Massimo Logli (Prato, 10 settembre 1956) è un politico italiano.

## Biografia
Sposato, due figli, impegnato nell'associazionismo e nel volontariato cattolico, ha iniziato la sua attività politica e amministrativa nel 1980 con l'elezione al quartiere 10 di Prato. Nel 1990 è stato rieletto, ricoprendo anche l'incarico di presidente di commissione. È stato assessore provinciale dal 1995 al 2004, per le prime due legislature della Provincia di Prato, poi è giunto alla presidenza della Provincia.
È stato eletto Presidente della Provincia nel turno elettorale del 2004 (elezioni del 12 e 13 giugno), raccogliendo il 55,1% dei voti in rappresentanza di una coalizione di centrosinistra. È stato sostenuto in Consiglio provinciale da una maggioranza costituita da Democratici di Sinistra, La Margherita e Comunisti Italiani. Ha concluso il mandato amministrativo nel 2009.